# John Nicholson (Fußballspieler)
John Purcell Nicholson (* 2. September 1936 in Liverpool; † 3. September 1966 in Doncaster) war ein englischer Fußballspieler.

## Karriere
Nicholson kam im Januar 1957 aus dem Liverpooler Amateurfußball zum FC Liverpool. Liverpool spielte zum damaligen Zeitpunkt in der Second Division, auf Nicholsons Position des Mittelläufers war Dick White gesetzt. Zu seinem einzigen Pflichtspieleinsatz für den FC Liverpool kam Nicholson am 10. Oktober 1959 bei einem 2:2-Unentschieden gegen Brighton & Hove Albion vor 30.000 Zuschauern an der Anfield Road, der einzigen Partie, die White verpasste. Mit der Ankunft des Mittelläufers Ron Yeats im Sommer 1961 war die Zeit von Nicholson beim FC Liverpool abgelaufen und er wechselte für eine Ablöse von £2.000 in die Third Division zu Port Vale.
Seinem Debüt für Port Vale am 2. September 1961 folgte eine bis zum 8. September 1965 anhaltende Serie von 208 Pflichtspielen in Folge in der Liga, dem FA Cup und dem League Cup. In den Spielzeiten 1962/63, 1963/64 und 1964/65, in der der Klub in die Fourth Division absteigen musste, bestritt er sämtliche Saisonspiele. Nachdem er im September 1965 seinen Platz im Team verloren hatte, reichte er umgehend ein Transfergesuch ein, dem sehr zum Ärger der Fans noch im selben Monat stattgegeben wurde. Nicholson wechselte für £5.000 zum Ligakonkurrenten Doncaster Rovers, bei dem er sich umgehend als Stammkraft etablierte und mit dem er 1966 als Meister der Fourth Division in die Third Division aufstieg. Einen Tag nach seinem 30. Geburtstag starb Nicholson bei einem Autounfall in Doncaster.